# Římskokatolická farnost Bílov
Římskokatolická farnost Bílov je farnost římskokatolické církve v děkanátu Bílovec ostravsko-opavské diecéze.
K farnosti vedle Bílova náleží pouze osada Labuť, od roku 1954 připojená k Bílovci, na nějž stavebně navazuje.
Farním kostelem je kostel svatého Vavřince, postavený v barokním slohu z kamene v letech 1709–33 na místě starého dřevěného (z něhož se zachoval zvon datovaný 1495) a rozšířený roku 1771.

## Historie
Farnost v Bílově je zmiňována již roku 1391, kdy ves i s kostelním patronátem daroval Lacek z Kravař augustiniánskému klášteru ve Fulneku. Od té doby byla duchovní správa vykonávána vesměs členy fulnecké kanonie, i když v 16. století se luteránští držitelé panství Fulnek snažili dosadit evangelické kazatele (doloženo 1590–1594). Po třicetileté válce zde duchovní správu obstarával slatinský farář, přechodně též bílovecký děkan (doloženo v roce 1672), roku 1687 byl Bílov od Slatiny odloučen a přičleněn k fulnecké farnosti a bohoslužby zde opět vykonávali členové fulneckého kláštera, a to až do jeho zrušení roku 1784. K filiálnímu kostelu v Bílově náleželi od roku 1687 do roku 1784 i věřící z Pohořílek, pak však byli přifařeni do Kujav.
Samotný Bílov spadal v letech 1784–1814 k farnosti Bílovec, pak zde však náboženská matice jakožto tehdejší majitel panství Pustějov zřídila samostatnou lokální kuracii, jejíž patronát přešel po prodeji panství roku 1825 na světské držitele. V červnu 1858 byla kuracie povýšena na farnost. Farnost je součástí bíloveckého děkanátu od svého založení a spolu s ním náležela do roku 1996 k (arci)diecézi olomoucké, od uvedeného roku pak k nově vytvořené diecézi ostravsko-opavské.
V roce 1836 žilo ve farnosti 835 obyvatel, vesměs římských katolíků. V roce 1859 to bylo 956.V roce 1930 žilo ve farnosti 931 obyvatel, z čehož 911 (98 %) se přihlásilo k římskokatolickému vyznání.
Farnost je dlouhodobě spravována excurrendo z bílovecké farnosti, stávajícím (2020) administrátorem je bílovecký děkan P. ThLic. Mgr. Dariusz Adam Jędrzejski.

## Bohoslužby
| Kostel                  | Místo | Bohoslužba (den) | Hodina | Poznámka     |
| ----------------------- | ----- | ---------------- | ------ | ------------ |
| kostel svatého Vavřince | Bílov | neděle           | 10.30  | farní kostel |